# زویزدان میسیمویچ
زویزدان میسیمویچ 
(به بوسنیایی: Zvjezdan Misimović) (زاده ۵ ژوئن ۱۹۸۲ - مونیخ) بازیکن فوتبال اهل بوسنی و هرزگوین است.
وی در تیم‌های مطرحی همچون بایرن مونیخ، بوخوم، نورنبرگ، وولفسبورگ، گالاتاسرای، دینامو مسکو و گوئیژو رن سابقه عضویت دارد.
میسیمویچ همچنین سابقه ۷۹ بازی و ۲۵ گل ملی در کارنامه دارد.